# Раздолье (Ульяновская область)
Раздолье — посёлок в Базарносызганском районе Ульяновской области. Входит в состав Должниковского сельского поселения.

## География
Населённый пункт расположен в 4 километрах к юго-западу от рабочего посёлка Базарный Сызган — административного центра района. Расстояние до Ульяновска — 127 километров.

### Часовой пояс
Раздолье, как и вся Ульяновская область, находится в часовой зоне МСК+1. Смещение применяемого времени относительно UTC составляет +4:00.

## История
Посёлок возник в 1930 году. До 1986 года населённый пункт назывался посёлок первого отделения совхоза «Дружба». В 1986 году указом Президиума Верховного совета РСФСР переименован в Раздолье.

## Население
| 2010 |
| ---- |
| 352  |

Население посёлка в 1996 году — 457 человек.

## Инфраструктура
Посёлок разделен на четыре улицы (Восточная, Западная, Луговая, Центральная), есть начальная школа (Раздольевская начальная общеобразовательная школа).